# グルコマンナン 4-β-マンノシルトランスフェラーゼ
グルコマンナン 4-β-マンノシルトランスフェラーゼ(Glucomannan 4-beta-mannosyltransferase、EC 2.4.1.32)は、以下の化学反応を触媒する酵素である。
GDP-マンノース + (グルコマンナン)n{\displaystyle \rightleftharpoons }GDP + (グルコマンナン)n+1
従って、この酵素の2つの基質はグアノシン二リン酸マンノースと(グルコマンナン)n、2つの生成物はグアノシン二リン酸と(グルコマンナン)n+1である。
この酵素は、グリコシルトランスフェラーゼ、特にヘキソシルトランスフェラーゼに分類される。系統名は、GDPマンノース:グルコマンナン 1,4-β-D-マンノシルトランスフェラーゼである。その他よく用いられる名前に、GDP-man-beta-mannan manosyltransferase、glucomannan-synthase等がある。